# Петер Туранг
Петер Туранг (индон. Peter Turang; 23 февраля 1947, Голландская Ост-Индия, Индонезия — 4 апреля 2025, Джакарта, Индонезия) — католический прелат, архиепископ Купанга с 10 октября 1997 года.

## Биография
18 февраля 1974 года Петер Туранг был рукоположён в священника.
21 апреля 1994 года Римский папа Иоанн Павел II назначил Петера Туранга вспомогательным епископом архиепархии Купанга. 27 июля 1997 года состоялось рукоположение Петера Туранга в епископа, которое совершил архиепископ Джакарты кардинал Юлий Рияди Дармаатмаджа в сослужении с титулярным архиепископом Белликаструма Пьетро Самби и архиепископом Купанга Григорий Мантэйро.
10 октября 1997 года Петер Туранг был назначен архиепископом Купанга.
9 марта 2024 года подал в отставку.
Скончался 4 апреля 2025 года.